# Conseil de la Généralité valencienne
Ne doit pas être confondu avec Conseil du Pays valencien.
Le conseil de la Généralité valencienne (en catalan : Consell de la Generalitat Valenciana, en espagnol : Consejo de la Generalidad Valenciana) est l'institution exerçant le pouvoir exécutif et réglementaire dans la Communauté valencienne.
Dirigé par le président de la Généralité et composé de conseillers (en catalan : consellers), ses attributions sont régies par le statut d'autonomie. Il siège au palais de la Généralité, à Valence.

## Composition
Le conseil de la Généralité se compose du président de la Généralité et de membres qui — comme tous leurs collègues des communautés autonomes — portent le titre de « conseillers » (consellers).
Le président est élu par le Parlement valencien (Les Corts valencianes). Il nomme, change d'affectation et relève les conseillers de leurs fonctions de manière discrétionnaire. Chaque conseiller est placé à la tête d'une administration propre, un « département exécutif » (consellería).
Le président peut nommer un ou plusieurs vice-présidents, et leur confier ou non la direction d'un département exécutif. Il peut également désigner des conseillers sans portefeuille, rattachés au département d'un autre conseiller.
L'actuel conseil de la Généralité est le gouvernement de coalition du conservateur Carlos Mazón, depuis 2023.

## Fonctionnement
Le conseil constitue un organe collégial, dont les réunions se tiennent à huis clos. Seuls sont publiés les décisions adoptées, ainsi que les documents approuvés. Le compte-rendu est réalisé par le secrétaire du conseil.
Il peut créer des commissions déléguées, réunissant plusieurs conseillers sur une thématique particulière ; des commissions interdépartementales formées de hauts fonctionnaires pour traiter de sujets communs à plusieurs départements ; et une commission des secrétaires et sous-secrétaires pour préparer ses propres réunions.

## Fonctions
Le conseil exerce le pouvoir exécutif et réglementaire. Il dirige l'administration de la Généralité. Il bénéficie de compétences de politique générale, administratives et exécutives, normatives, en lien avec l'activité parlementaire, et de défense des compétences décentralisées.